# José de la Luz Valdés
José de la Luz Valdés (Arteaga, Coahuila, 21 de enero de 1894 - ibídem, 20 de diciembre de 1982) fue un profesor, militar, poeta, político, escritor, historiador y orador mexicano.

## Inicios
Nació en la villa de Arteaga, Coahuila de Zaragoza (México), el 21 de enero de 1894. Sus padres fueron Juliana Valdés Treviño e Isidoro Valdés Dávila.
Cursó educación básica en Arteaga. Al terminar esta se trasladó a Saltillo, a casa de su prima María Sánchez Valdés y su esposo José Mariano Valdés Flores, donde vivió mientras estudiaba en la Escuela Normal del Estado, donde se graduó como profesor el 24 de abril de 1914.

## Vida privada
En 1917 contrajo matrimonio con Fidela Flores Valdés, originaria de su propia villa. La pareja tuvo siete hijos: Virgilio Valente, Ángel Leodegario, José Isidoro, Jorge Pedro Celestino, Federico Daniel, Martha Elia y Marina.

## Participación en la Revolución
El mismo 24 de abril de 1914, habiéndose graduado como profesor, se dio de alta en la Fuerzas Revolucionarias que comandaba el general Francisco Coss Ramos en la sierra de Arteaga, a las órdenes inmediatas del mayor Andrés Pérez.
Al tomar el general Francisco Coss la ciudad de Saltillo el 20 de mayo de 1914, el profesor José de la Luz Valdés Valdés fue llamado para formar parte del Estado Mayor del General Francisco Coss Ramos, a cuyas órdenes militó en el avance hacia la capital de la República, habiéndole tocado formar parte activa en el último combate sostenido por las Fuerzas Constitucionalistas el 9 de agosto de 1914 en la población de Teoloyucan del Edo. De México. Lugar donde el día 13 del mismo mes, fueron celebrados los convenios para la rendición incondicional del Ejército Federal y la entrega de la capital de la República al Ejército Constitucionalista.
Al lado de su jefe, el general Francisco Coss Ramos le tocó asistir a la entrada triunfal de Don. Venustiano Carranza a la Capital de la República el 20 de agosto de 1914.
Después al hacerse cargo el general Francisco Coss Ramos del Gobierno y la Comandancia Militar del Estado de Puebla, el 23 de agosto de 1914 el profesor José de la Luz Valdés Valdés fue designado Oficial Mayor de Educación Pública del Estado de Puebla, puesto que desempeño durante el periodo que el general Francisco Coss Ramos ocupó la Gubernatura del Estado. También fue designado Jefe de Seguridad Pública de la Ciudad de Puebla y vocal permanente del consejo de Guerra de dicho Estado. Esta comisión le fue otorgada por el C. Primer Jefe Constitucionalista Don. Venustiano Carranza.
Al entregar el general Francisco Coss Ramos el gobierno del estado de Puebla al Dr. y Coronel Luis G. Cervantes para marchar con la mayor parte de su división a la toma definitiva de la Ciudad de México. Nuevamente les tocó participar en batallas en contra de las Fuerzas Convencionistas, como las registradas en Calculapan, en la toma de Texcoco, San Vicente, La Magdalena, Los Reyes, Iztapalapa, Tlalpan, Contreras y demás poblaciones hasta Xochimilco. Ocupando en septiembre de 1915 el puesto de jefe de Estado Mayor de la División del C. General Francisco Coss Ramos.
Con intención de continuar su formación estudiando una Ingeniería se retiró del Ejército con licencia ilimitada en mayo de 1916.

## Actividad política
- En 1918 formó parte de la XXIII Legislatura como diputado suplente del Sr. Ernesto Meade Fierro.
- Formó parte del Partido Laborista y ocupó el cargo de primer regidor de Tacubaya, D.F.
- Secretario General de Gobierno del Estado de Coahuila en la administración del C. Gobernador el Dr. Jesús Valdés Sánchez (1933-1937)
- Presidente Municipal de Arteaga Coahuila para el periodo 1958-1960, siendo una de sus mayores obras la electrificación de las comunidades serranas.

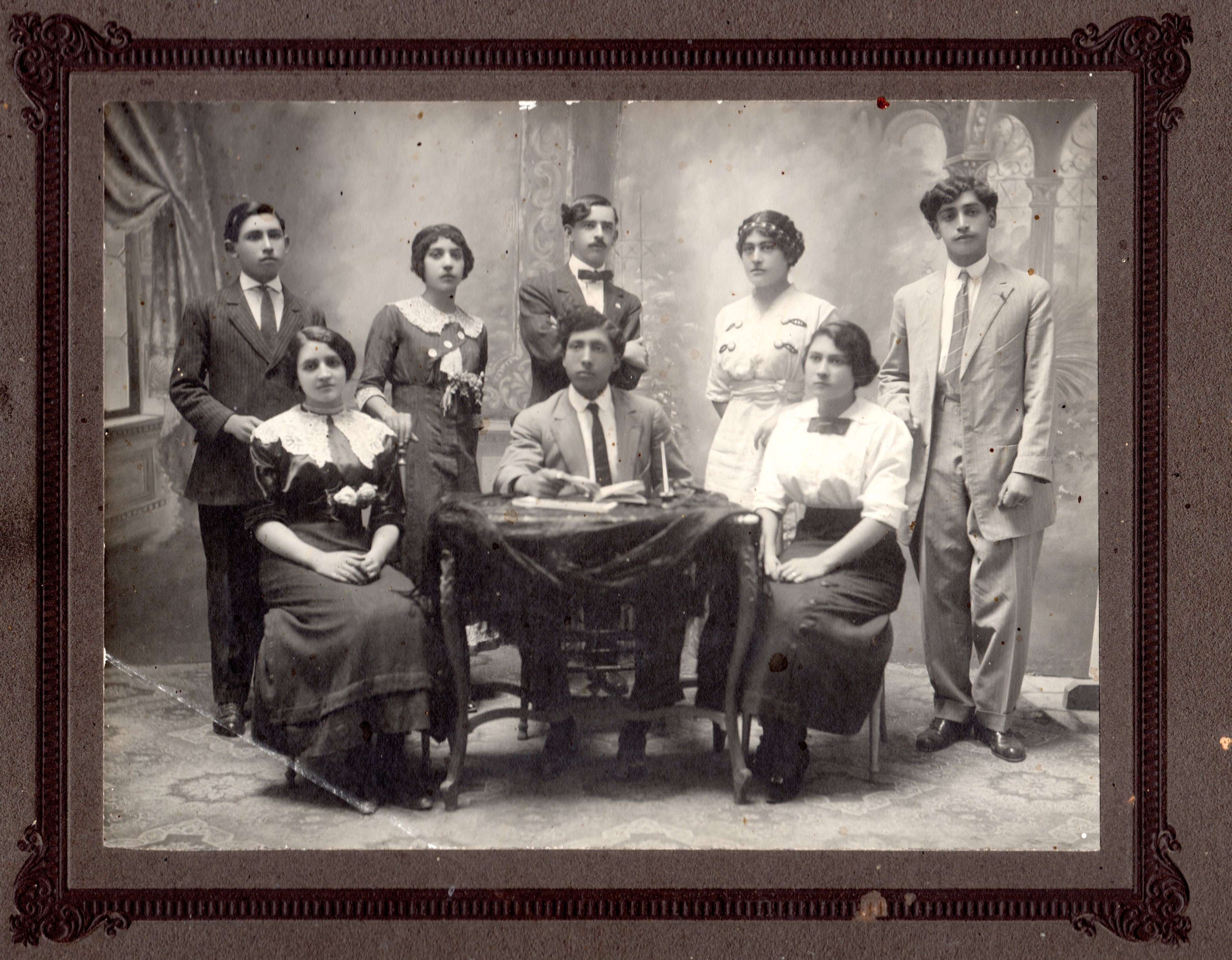
1913 Sociedad Alumnos Normal Superior.
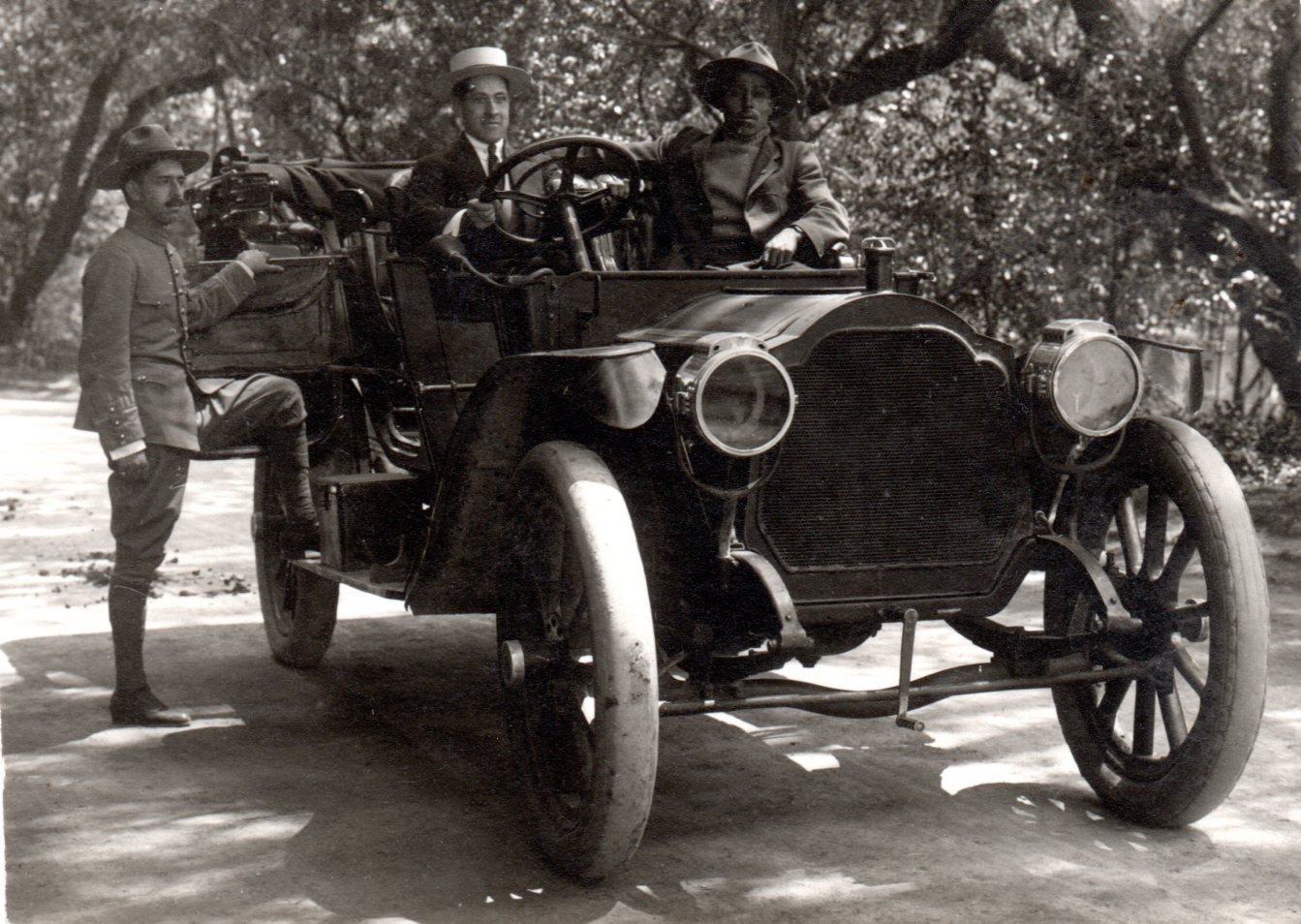
Puebla en 1915.
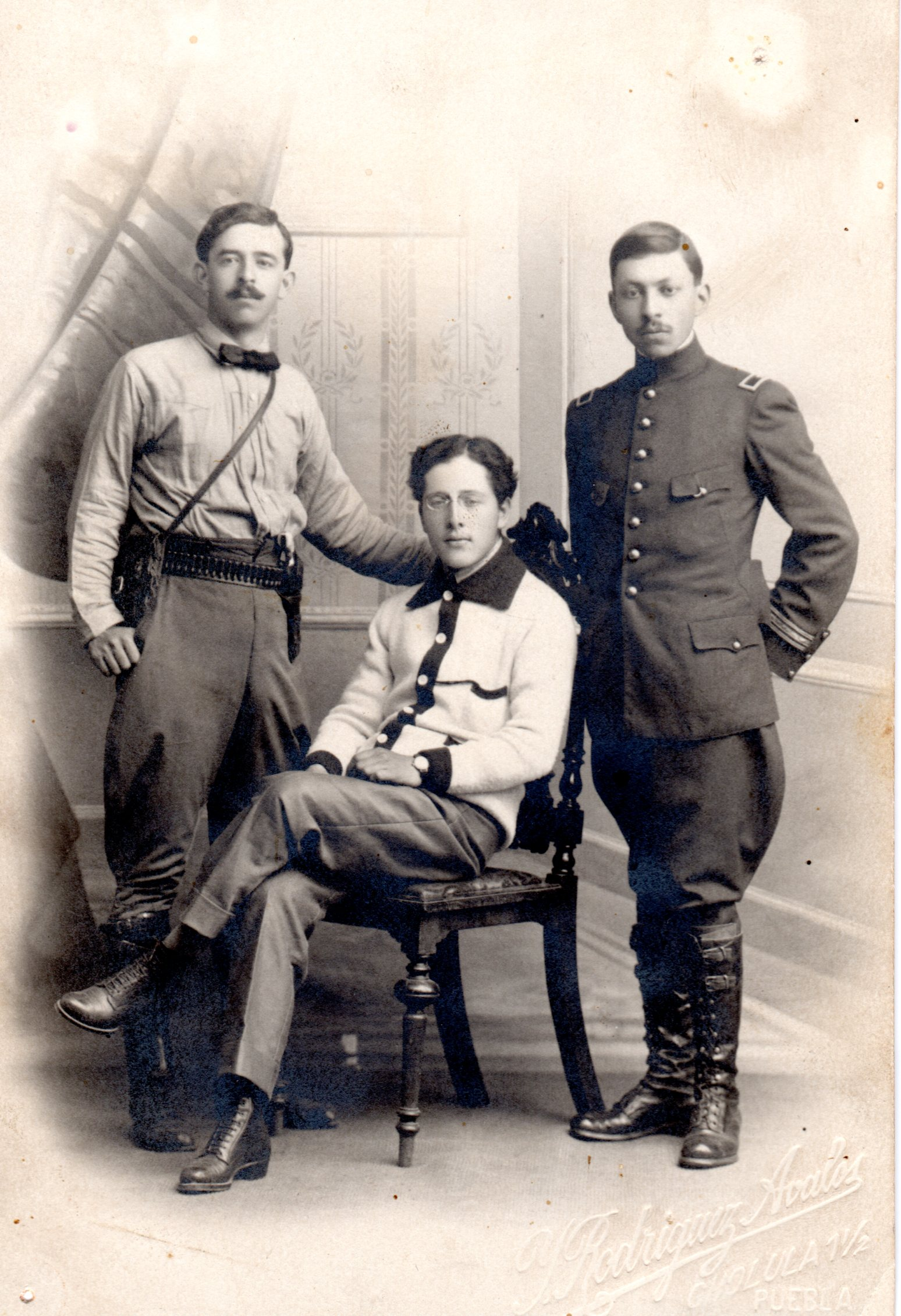
1915 Puebla, jefe de Estado Mayor de la División de Oriente comandada por el general Coss.
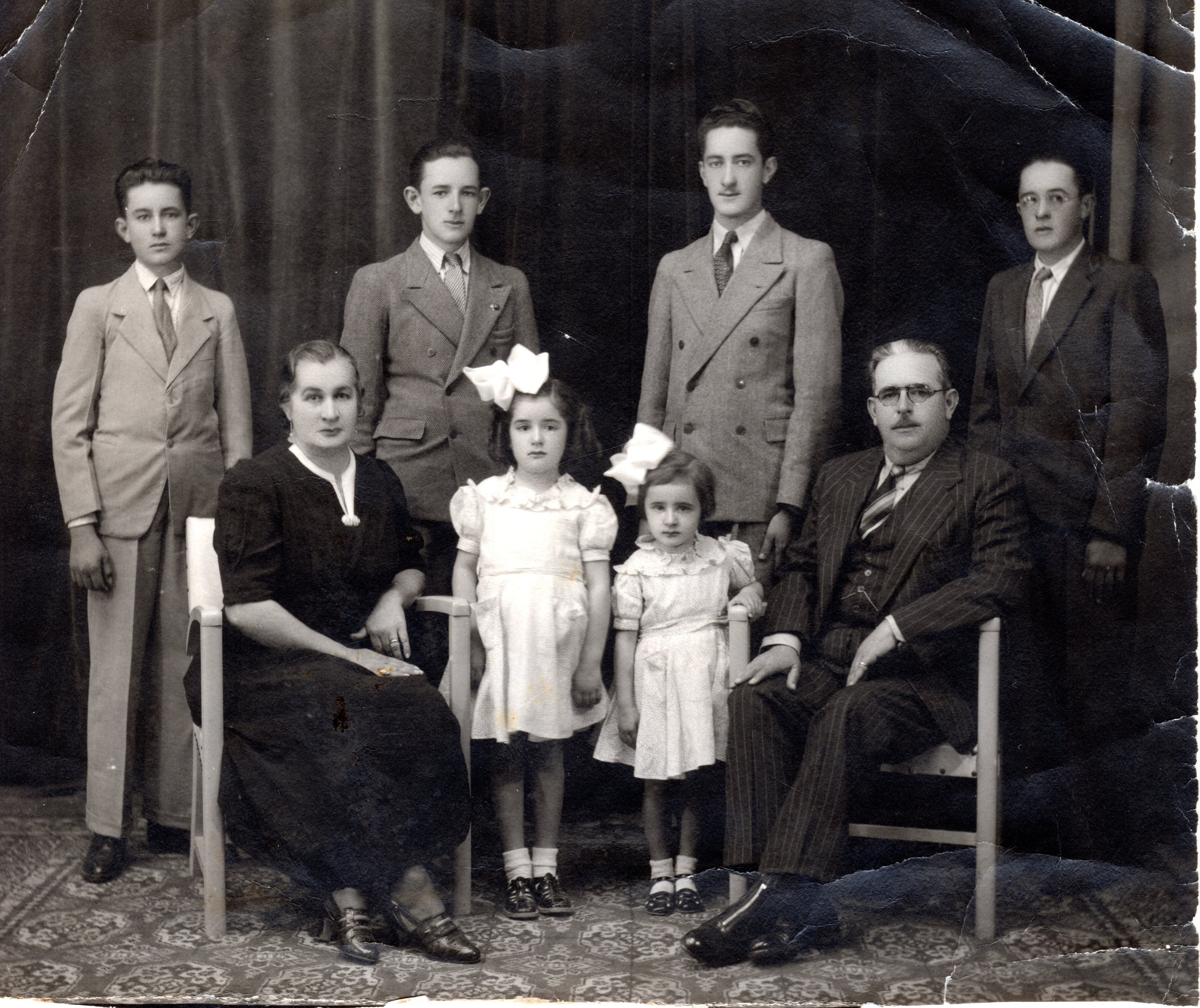
Familia Valdés Flores (De izquierda a derecha: Federico, José, Ángel, Jorge, Fidela, Martha, Marina y José de la Luz)
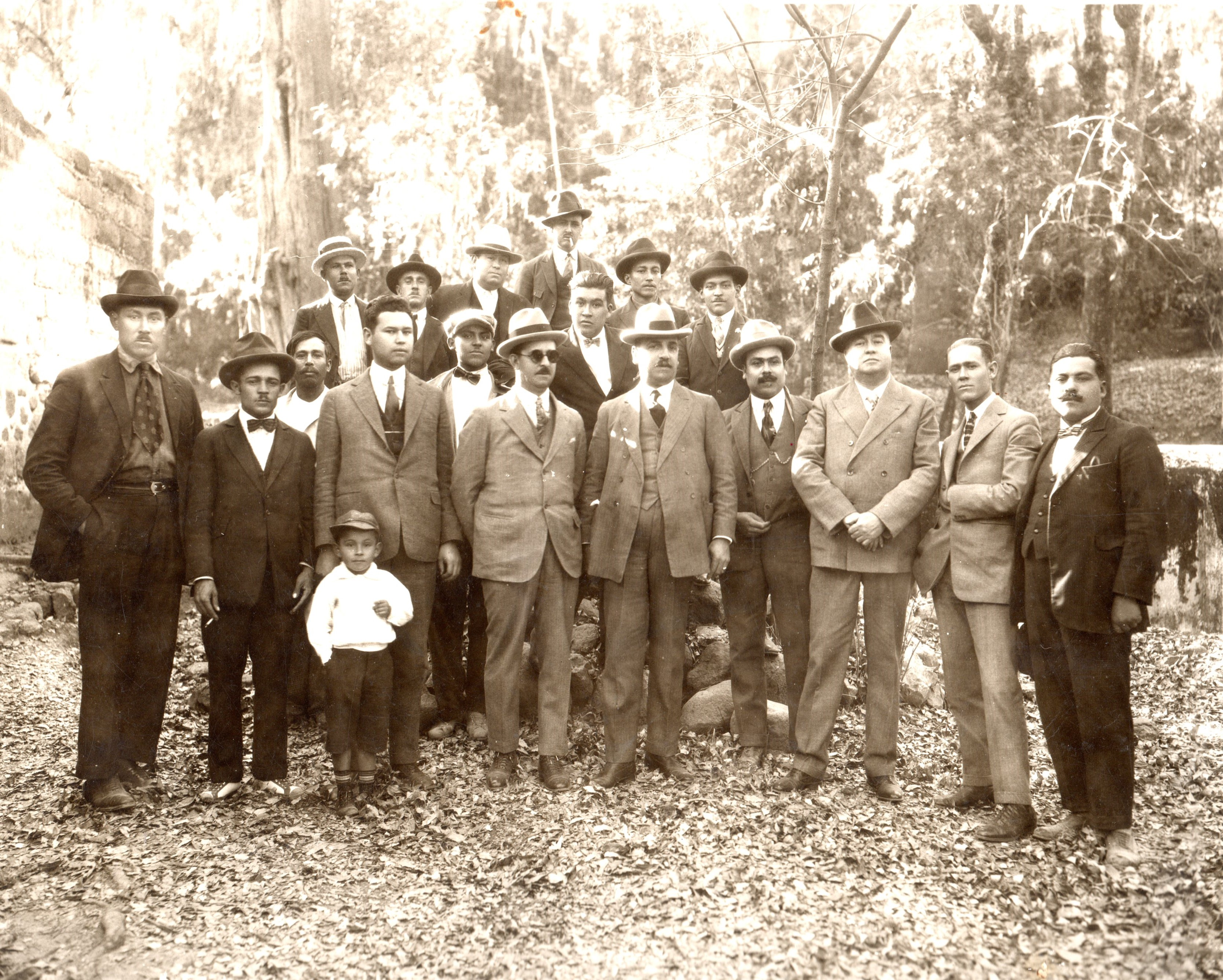
1934 1940 El presidente Cárdenas acompañado por el profesor José de la Luz.
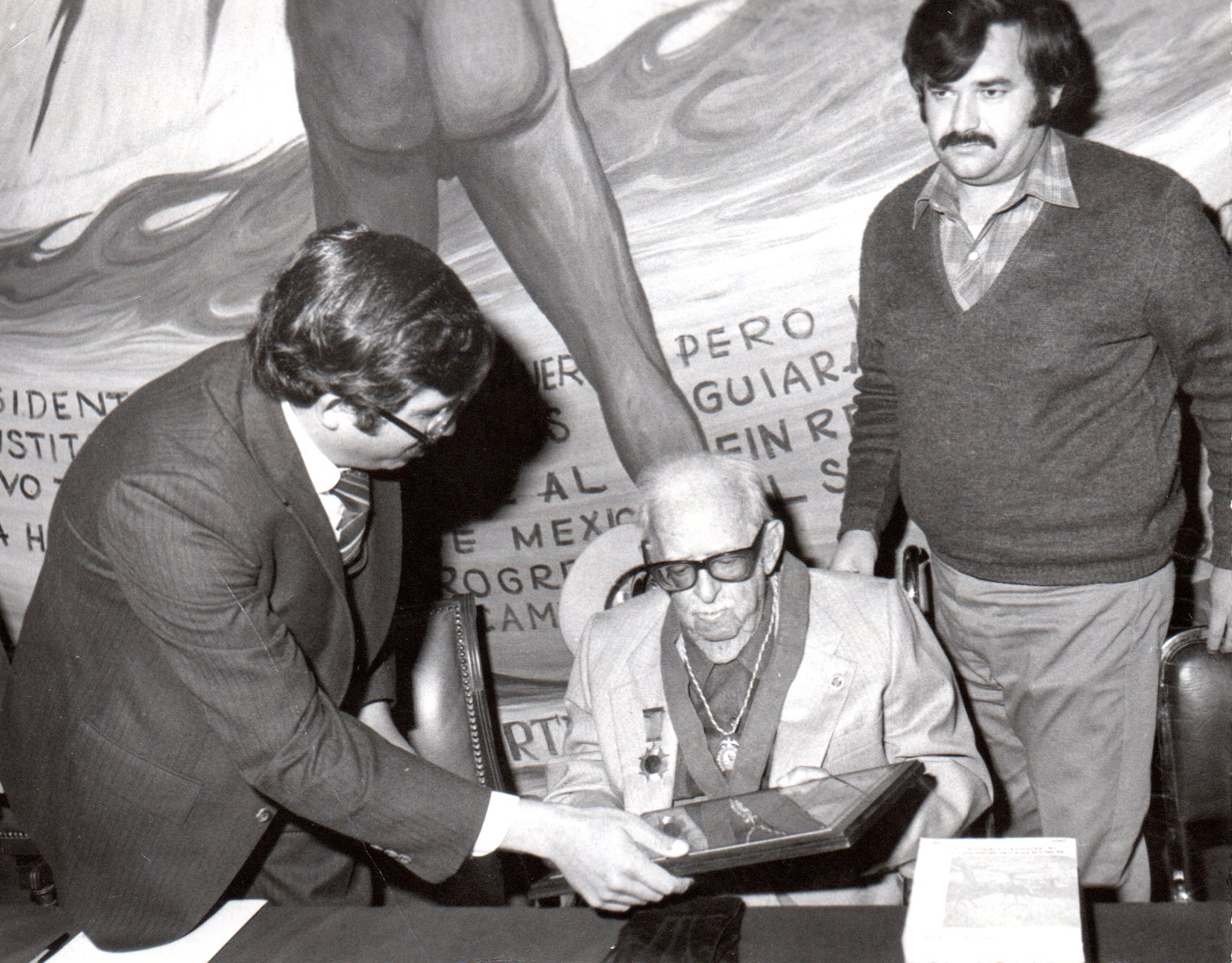
Nombramiento como primer cronista de Arteaga 1982.

## Distinciones
- Miembro fundador de la SOCIEDAD DE ESCRITORES Y PERIODISTAS DE SALTILLO  (14 de mayo de 1950).
- Miembro fundador de la SOCIEDAD DE ESTUDIOS HISTORICOS Y GEOGRAFICOS DEL ESTADO DE COAHUILA (5 nov 1951).
- Miembro de la SOCIEDAD MEXICANA DE GEOGRAFIA Y ESTADISTICA(31 dic 1951).
- Miembro del SEMINARIO DE CULTURA MEXICANA.
- Miembro fundador y de NUMERO del COLEGIO COAHUILENSE DE INVESTIGACIONES HISTORICAS  (21 de marzo de 1977).

## Actividad literaria
La tarea literaria formó una parte importante de su vida abarcando odas, elegías, canciones, sonetos, romanceros, madrigales e himnos. También fue un excelente orador.
Su producción incluye:
- Biografía de DAVID G. BERLANGA.
- Plan de Guadalupe. (1953)
- Semblanza de la Revolución Mexicana. (1953)
- CARRANZA “Refutaciones Históricas.”  (1959)
- MONOGRAFIA DEL Municipio de Arteaga, Coahuila.  (1966)
- LA REVOLUCION MEXICANA EN COAHUILA - Etapa maderista-. (1968)
- VOCES RUSTICAS Y OTROS POEMAS.(1968)
- Biografía de Don José García Rodríguez ” El hombre, El Educador, El Poeta.” (1969)
- PANCHO COSS “Ensayo biográfico.”  (1971)
- REALIDAD Y ENSUEÑO Poemas.
- La muerte de Don Venustiano Carranza.
- EL MITO DE ZAPATA . (1974)
- EL MITO DE ZAPATA  2.ª. Edición. (1976)
- CREPUSCULOS Y SUEÑOS "Últimos poemas" .(1980)
- Himno de la Escuela Normal del Estado de Coahuila. (1944)
- Memorias de un Revolucionario (Inéditas) .

## Principales puestos y actividades
- Jefe del Estado Mayor de la 2.ª División de Oriente del General Francisco Coss Ramos.
- Oficial Mayor de Educación Pública del Estado de Puebla.
- Jefe de Seguridad Pública de la Ciudad de Puebla.
- Vocal permanente del consejo de Guerra del Estado de Puebla.
- Diputado suplente del Sr. Ernesto Meade Fierro en la XXIII Legislatura.
- Jefe de Control de la Fábrica Nacional de Vestuario y Equipo de los establecimientos Fabriles Militares en Tacubaya, D.F   .
- Primer Regidor en Tacubaya D.F.
- Oficial Mayor del Gobierno del Estado de Coahuila en la administración del C. Gobernador Dr. Jesús Valdés Sánchez.
- Secretario de Gobierno del Estado de Coahuila en la administración del C. Gobernador Dr. Jesús Valdés Sánchez.
- Jefe del Departamento de Agricultura del Estado de Coahuila en la administración del C. Gobernador Ignacio Cepeda Dávila.
- Director de Bibliotecas Públicas del Estado de Coahuila en la administración del C. Gobernador Román Cepeda Flores.
- Presidente Municipal de Arteaga Coahuila para el periodo ( 1958-1960).
- Precursor del cultivo del manzano en Arteaga Coahuila.
- Primer Cronista de la Villa de Arteaga Coahuila.

## Reconocimientos
- Fue nombrado Primer Cronista de la Villa de Arteaga Coahuila el 16 de diciembre de 1982 .

## Homenajes y valoración
En un permanente homenaje al profesor José de La Luz Valdés quien por su apego a la verdad, defender los principios de la libertad de pensamiento y los ideales por lo que peleo en la Revolución Mexicana. Se ostenta su nombre en una Escuela, Aulas, un Centro Cultural en Arteaga Coahuila así como en un par de calle ubicadas en  Saltillo y Arteaga.

## Fallecimiento
José de la Luz Valdés Valdés falleció el 20 de diciembre de 1982 en la Villa de Arteaga Coahuila. Fue sepultado en la misma villa.